# پنتیوم ۴
این پردازنده در 20 نوامبر سال 2000توسط شرکت اینتل رونمایی شد. شاید اینتل سرعت آن را تا ۴/۳ گیگاهرتز بالا ببرد اما دیگر نمی‌توان از این هسته که کار خود را با ۲/۲ گیگاهرتز آغاز کرد چیز بیشتری انتظار داشت. این پردازه حتی در همین سرعت ۲/۳ گیگاهرتز با معماری ۱۳۰ نانومتری خود، ۸۲ وات انرژی الکتریکی مصرف می‌کند.
اینتل خود نیز برای این هسته برنامه دیگری ندارد و هسته جانشین آن را که با فناوری ۹۰ نانومتری و با رمز Prescott طراحی کرده در دست ساخت دارد. این هسته اکنون در دو کارخانه تولید می‌شود و در نیمه‌های سال ۲۰۰۴ سومین کارخانه نیز در ایرلند تولید این هسته را آغاز خواهد کرد. این کارخانه‌ها می‌توانند این هسته را روی ویفرهای ۳۰۰ میلی متری بسازند. با حساب ۵۰۰ هسته روی هر ویفر، اینتل می‌تواند چند میلیون پردازنده را در ماه تولید کند.
قرار بود که عرضه این پردازنده از ابتدای سال ۲۰۰۴ آغاز شود و چون بر پایه همان ریز معماری NetBurst که برای پنتیوم ۴ به کار رفت ساخته می‌شود همچنان پنتیوم ۴ نامیده خواهد شد. البته از نظر فناوری ساخت دو نسل جلوتر رفته و در هسته آن نیز بهینه سازی‌های بسیاری انجام گرفته.
همه اینها باعث شده تا Prescott توان کار تا بسامد ۵ گیگاهرتز را پیدا کند. ولی حتماً می‌دانید که عددی که برای بسامد پردازنده اعلام می‌شود تنها عامل مؤثر در توان پردازش پردازنده نیست. برای نمونه شمار فرمان‌هایی که در هر تپش انجام می‌شوند نیز در توان پردازنده مؤثر است. Prescott در این زمینه نیز مقایسه با Northwood نوآوری‌هایی دارد.آخرین پردازنده اینتل ویژه کامپیوترهای رومیزی یعنی پنتیوم ۴ با هسته Northwood در سال2008 به پایان راه خود رسید.اما تازگی به گزارش سایت زومیت یک کاربر توییتری توانسته تا به کمک این پردازنده ویندوز11 را با وجود اینکه این پردازنده در لیست پردازنده های سازگار با ویندوز11 قرار ندارد،اجرا کند.